# Vin des Allobroges
Le vin des Allobroges est un vin français d'indication géographique protégée concernant le canton de Seyssel dans l'Ain, ainsi que la Savoie et la Haute-Savoie. 
Cette production de vin est labellisée vin de pays par décret de l'INAO depuis 1976, appelé vin de pays des Allobroges jusqu'au 31 décembre 2011, avant son passage en IGP. On trouve également la mention d'Allobrogie.

## Histoire
Avant la Savoie (Sabaudia), il y avait l'Allobrogie. C'est Strabon, le premier, qui vante les qualités des Allobroges qui, explique-t-il « tournent désormais vers l'agriculture l'application qu'ils avaient donné, jusque-là, aux choses de la guerre. ». Il faut rappeler, qu'en effet, dans le courant du Ier siècle, ces Celtes ont sélectionné un cépage nouveau, l'allobrogicum, issu de vitis allobrogica, capable de résister aux conditions climatiques alpines. Son vin entre dans l'histoire à l'époque d'Auguste et Columelle lui donne le qualificatif de « vinum picatum », c'est-à-dire de vin poissé. Résultat sans doute de son passage dans des tonneaux aux douelles de sapin ou de mélèze. Pline l'Ancien nous décrit ses crus.
« On a même découvert une vigne dont le vin a le goût naturel de poix, ses crus, le sotanum, le taburnum et l'ellicum ennoblissent la Viennoise ; connue depuis peu, elle était ignorée à l’époque de Virgile, mort depuis quatre-vingt-dix ans... Seuls les Viennois, semble-t-il, demandent un prix supérieur pour leurs vins poissés, dont nous avons cité les crus, mais sur le marché intérieur et par amour propre national ; ce vin, bu frais, passe pour être plus froid que les autres. ».   
Ils sont commercialisés à partir de Vienne, ce qui permit à Martial de chanter et célébrer les vins de Vienne-la-Vineuse. 
« Ce vin au goût de poix arrive de Vienne aux beaux vignobles : n’en doute pas, c’est Romulus lui-même qui me l’a envoyé. ».

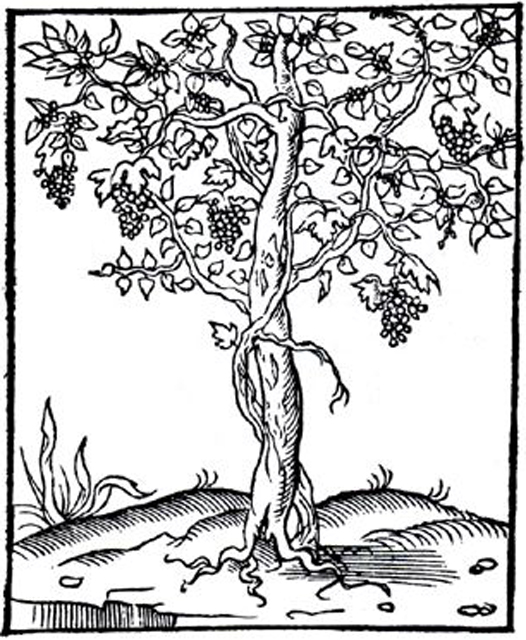
Rumpotin, Alciat, Emblematum Libellus

S'il ne nous est rien dit sur le mode de conduite de l'allobrogica, on sait, grâce à Columelle, que ce cépage est cultivé en hautain : « Il y a dans les Gaules une autre espèce de plants d'arbres mariés aux vignes, et qu'on appelle rumpotin... L'arbre se divise ordinairement en trois branches, à chacune desquelles on conserve de chaque côté plusieurs bras ; puis on retranche presque tous les autres rameaux qui donneraient trop d'ombre à l'époque de la taille des vignes. Cette espèce de plant et tous les autres arbres fructifient d'autant plus qu'on les laboure plus profondément, et qu'on bêche plus assidûment autour de leur pied. La culture prouve au chef de famille les avantages de ce travail. »
Après les grandes invasions et la chute de l'Empire romain, c'est l'Église qui prend le relais et donne un nouvel essor à la viticulture savoyarde. Dès le XIe siècle, les moines replantent la vigne « en crosse », c'est-à-dire sur arbre mort. Durant tout le Moyen Âge et jusqu'au rattachement de la Savoie à la France, les albergataires, ou métayers, dans le cas de plantation nouvelle ou de renouvellement d'une ancienne vigne, s'obligent contractuellement avec le bailleur. Celui-ci paie le défonçage du sol, l'engrais et les échalas ; le baillé a à sa charge la plantation des hautains et l'entretien général des vignes.

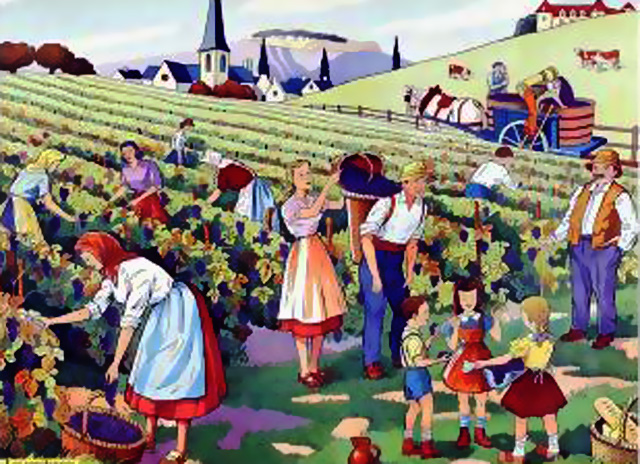
Vendanges en pays des Allobroges

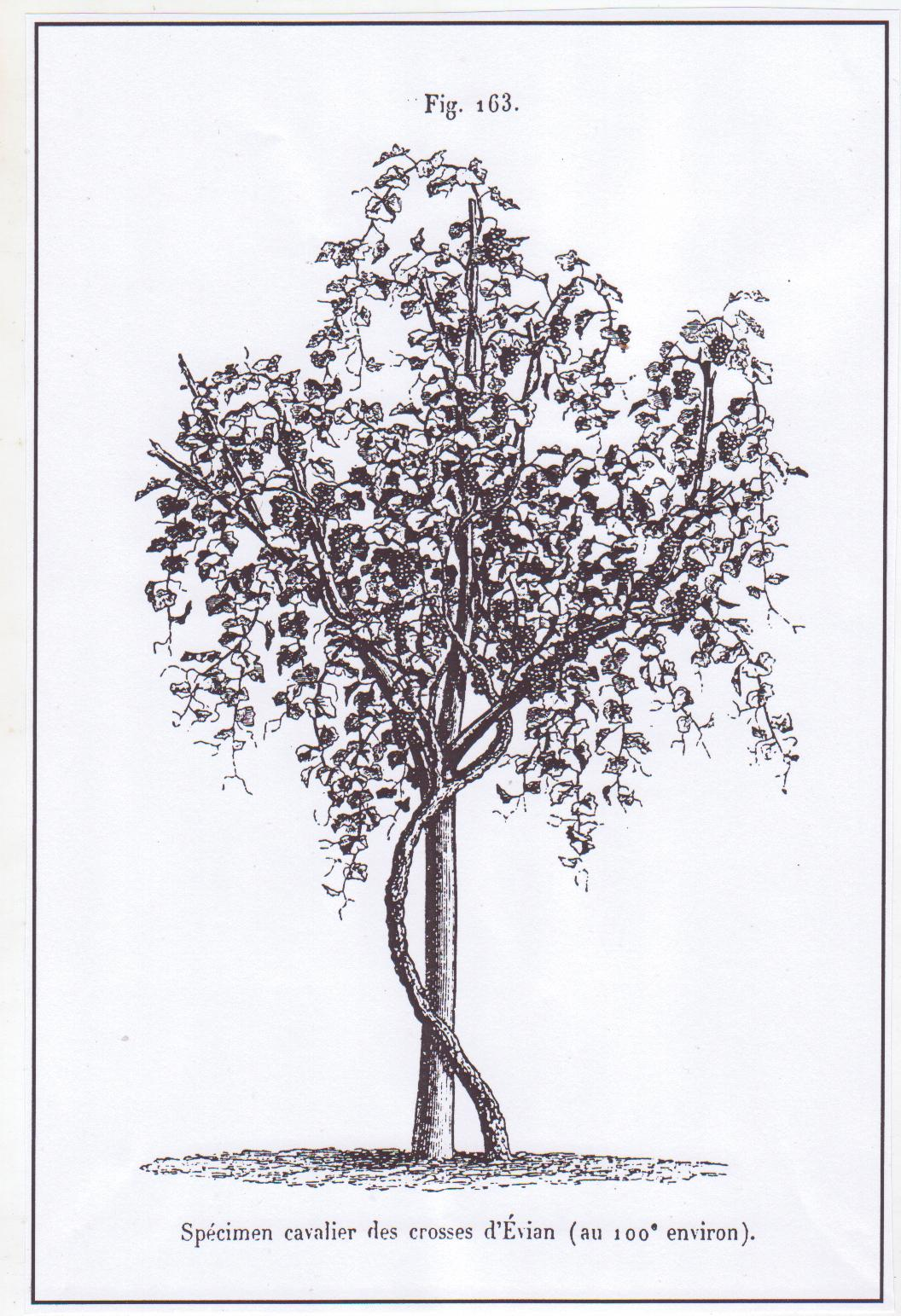
Croquis de Jules Guyot d'une crosse d'Évian

La plus grande extension du vignoble se fait entre le XVIe siècle et le XVIIIe siècle. Initialement implanté sur les coteaux les plus ensoleillés, il descend vers les plaines. Dans ces bas-fonds, pour préserver les ceps du gel, les hautains prennent encore plus de hauteur, avec l'obligation de mettre les premières grappes à 1,5 mètre ou 2 mètres du sol. Cela permet de comptabiliser, en 1768, 9 000 hectares de vignes, toutes sur treilles ou sur hautains, dont la majorité ne sont aptes qu'à fournir un « vin de laboureur », verdelet. Profitant d'un plus gros rendement  (40 hl/ha), soit le double que les vignes sur échalas - ils sont dits « verts, acides, mais sains et désaltérants. ». C'est ce que constate, en 1816, André Jullien, lors de son séjour en Savoie, pour rédiger sa Topographie de tous les vignobles connus : « La variété des expositions, les différentes espèces de cépages que l'on réunit dans la même vigne, et surtout les ceps hautains que l'on rencontre dans beaucoup de cantons, occasionnent de grandes dissemblances dans la qualité des produits. et tandis que quelques vignobles donnent de forts bons vins, beaucoup d'autres ne produisent que de très basse qualité. »
Au milieu du XIXe siècle, ces vins surets sont produits sur près de 3 000 hectares, dont 2 000 ha dans le département actuel de Savoie, soit le quart du vignoble. Cette situation perdure jusqu'à l'apparition du phylloxéra et la reconstitution d'un nouveau vignoble. La conduite en hautain ne se retrouve plus aujourd'hui qu'en Chautagne pour une partie seulement du vignoble, la quasi-totalité étant palissée sur fil de fer à une hauteur de 1, 20 mètre. Ce reliquat de la vieille technique ne concernent que des vignes de gamay.

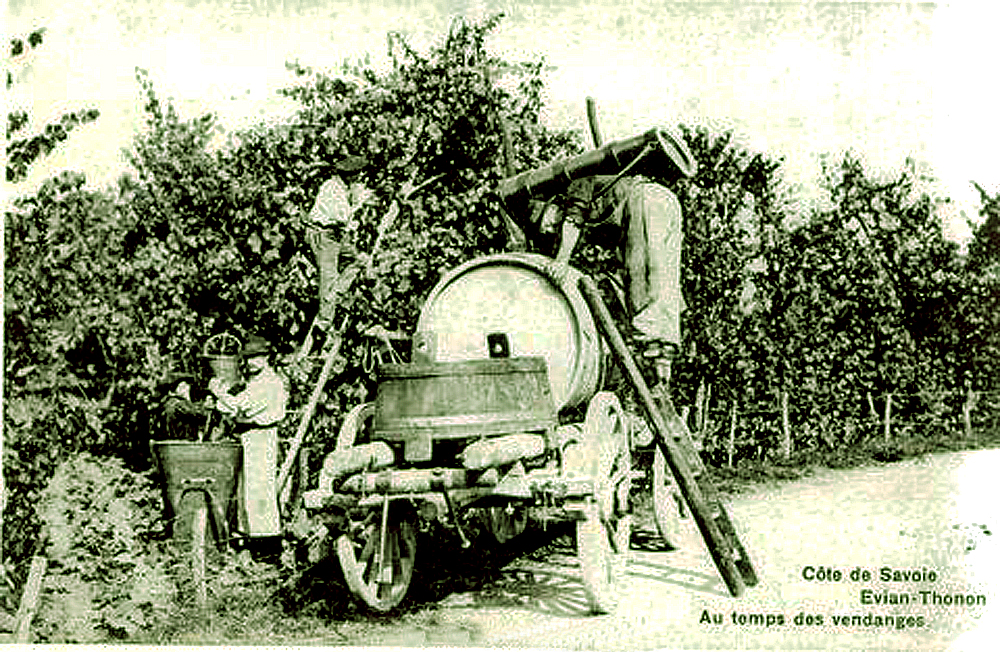
Vendanges sur crosses entre Évian et Thonon

Toujours au milieu du XIXe siècle, mais en Haute-Savoie cette fois, la commune d'Évian avait 70 hectares  et son canton, 455 hectares de vignes. Le cépage cultivé est le chasselas. Il est conduit pour moitié en vignes basses avec un rendement de 40 à 50 hl/ha. L'autre moitié pousse  sur « crosses de châtaignier » avec des rendements qui s'élevent entre 80 et 120 hl/ha. 

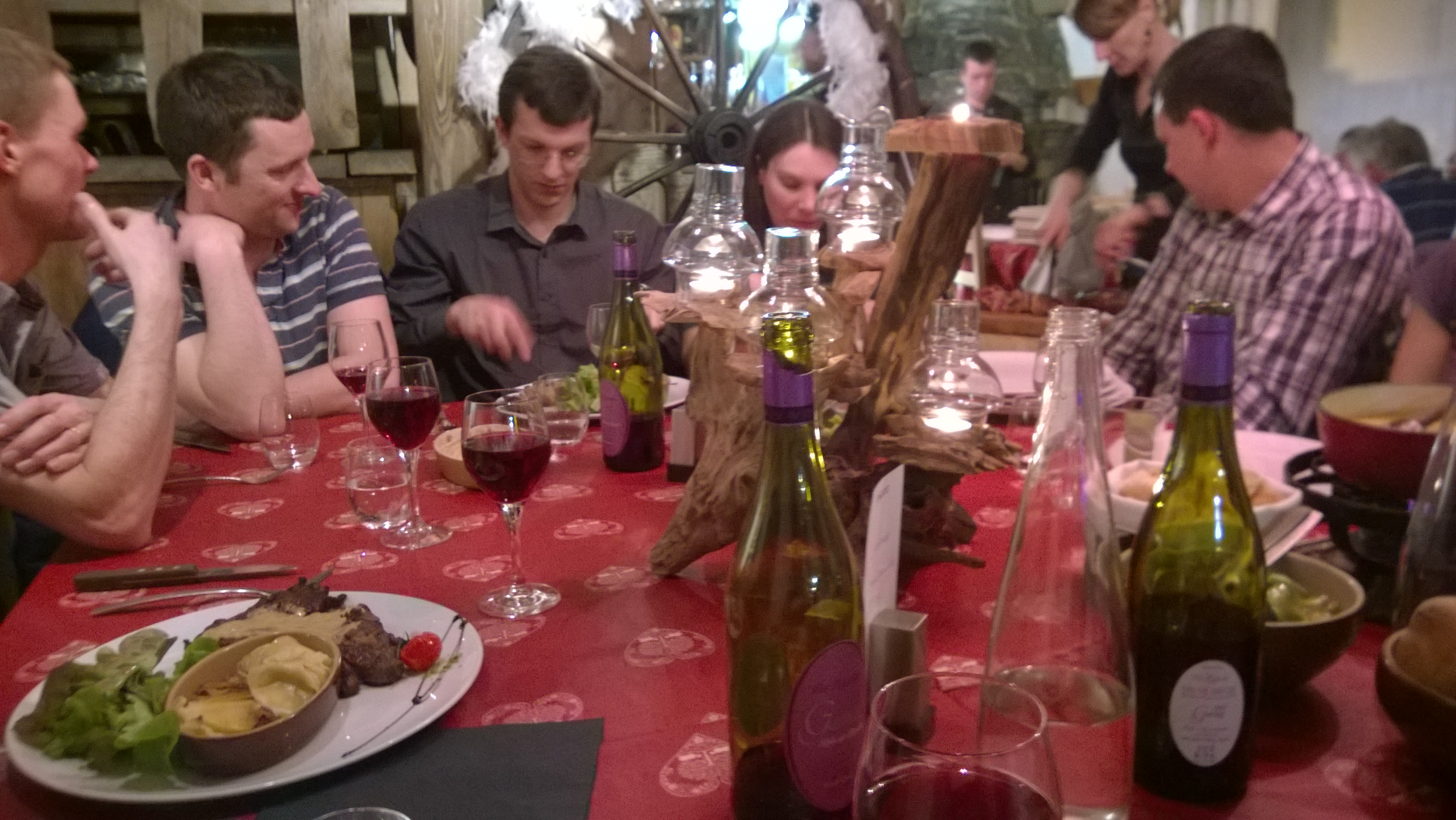
Après le ski à La Plagne, viande rouge et vin rouge des Allobroges

Jusqu'au début du XXe siècle, la ville se fait une renommée pour ses vins autant que pour ses eaux. Ils ont impressionné le docteur Jules Guyot, qui les goûta en 1868 et commenta : « Les vins des crosses d'Évian sont blancs, légers et ils sont aussi sains qu'agréables... Les habitants préfèrent beaucoup leurs vins à leurs eaux qui sont pourtant des plus séduisantes. ». Il a laissé une description des crosses, constituées par de grands arbres avec toutes leurs branches montant jusqu'à 8 à 12 mètres de haut et dont le tronc de 30 à 50 cm de diamètre a été entièrement écorcé. Il précise même que les raisins du bas mûrissent les premiers, entre six et neuf jours plus tôt que ceux du haut. Aujourd'hui, il ne reste qu'une centaine de crosses sur le territoire de Marin. Le vignoble d'Évian-les-Bains est classé en vin de pays des Allobroges.
Depuis le 1er janvier 2012, le label indication géographique protégée, est attribué aux vins précédemment labellisés sous la dénomination Vins de pays d'Allobrogie créée en 1976 pour désigner des vins non classés en AOC.

## Situation géographique
Le vignoble couvre un espace limité au nord et à l'ouest par le Léman et le Rhône, au sud par l'Isère, et à l'est par la chaîne alpine. 

### Orographie
Le relief alpin de la Savoie a été érodé au Quaternaire par des langues glaciaire et le dégel a entaillé des vallées où le vignoble a pu se développer. Les vignes, au milieu du XXe siècle, se trouvaient encore à des altitudes importantes en Tarentaise et en Maurienne où des vignobles sont attestés entre 800 et 1 000 mètres. Actuellement[Quand ?], elles se retrouvent sur d'anciennes moraines, des cônes de déjection ou des éboulis, entre 300 et 600 mètres. Les orientations des vignobles sont sud et sud-est ou ouest.

### Géologie
Les vignes ont colonisé des sols de molasses en croupes successives aux adrets plus schisteux des rives du fleuve Isère, protégés des pluies et des vents froids par les massifs préalpins environnants. Sur la bordure ouest du massif des Bauges, elles sont installées sur les éboulis calcaires issus de l'érosion du massif alpin avec des alluvions quaternaires sablo-graveleuses (terrasses fluviales), des moraines glaciaires, des éboulis au pied des reliefs, des molasses tertiaires, mais aussi des affleurements localisés de roches plus anciennes.

### Climat

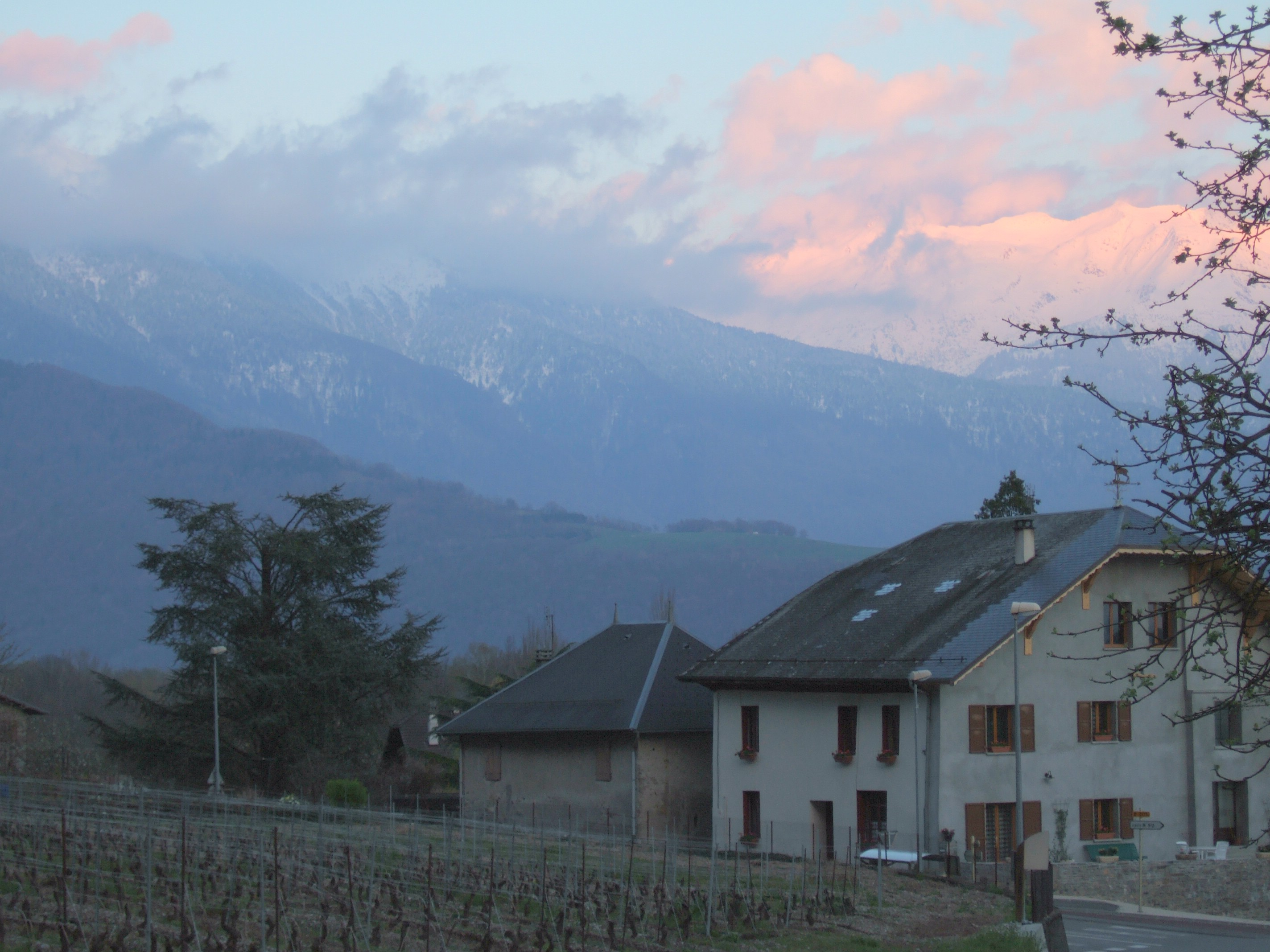
Printemps dans le vignoble de l'IGP Vin des Allobroges

Bien que de type montagnard, le climat présente des tendances océaniques, sous l'influence des vents d'ouest qui apportent humidité et variation de températures modérée. Il est cependant soumis à des influences continentales et méridionales. Les flux du nord apportent périodiquement des froids secs. Les flux du sud apportent la douceur. La topographie module ces influences. En 1807, le préfet du département du Mont-Blanc, Verneilh dans sa Statistique générale de la France, Département du Mont Blanc indiquait : « Souvent au fond d'une vallée, le voyageur supporte avec peine l'ardeur d'un soleil brûlant, en même temps qu'il aperçoit sur les monts qui l'environnent, les frimas d'un éternel hiver ; d'autres fois, après avoir traversé des neiges ou des glaces sur les cols des montagnes, il rencontre, en descendant dans la plaine, d'abord des bois, ensuite une riante verdure, plus bas des fleurs ou même des fruits. ». 
En raison des conditions climatiques, la vigne se limite aux Préalpes et aux versants les mieux exposés des vallées alpines, moins froides. La baisse moyenne de température est de 1 °C tous les 116 mètres ; au-dessus de 600 mètres d'altitude, le différentiel de température est de 1° par 247 mètres de dénivelé. Dans la vallée les jours de gel sont fréquents et peuvent atteindre près de 100 jours par an. Seuls les cépages locaux peuvent résister à cette baisse des températures. Dans les zones particulièrement à l'abri, près de l'eau qui atténue le froid, le climat méditerranéen est légèrement perceptible, sur les rives du lac du Bourget et dans le nord de la Chautagne en particulier. Plus la vigne est plantée en coteaux orientés au sud, plus elle reçoit la lumière solaire et l'air froid peut circuler dans des endroits plus bas. En moyenne, l'ensoleillement est 1 870 heures par an et suivant les secteurs peut atteindre 2 000 heures par an. La situation du vignoble en façade ouest du massif alpin est marquée par une forte pluviométrie. Cette humidité climatique est renforcée par la présence de réserves hydriques (lacs, neige et glace) à l'origine d'un important réseau hydrographique permanent.

## Vignoble

### Présentation
Les vignes s'étendent dans les départements de la Savoie, de la Haute-Savoie ainsi que le canton de Seyssel dans l'Ain,. 
Ain
Anglefort, Chanay, Corbonod, Culoz et Seyssel.
Savoie

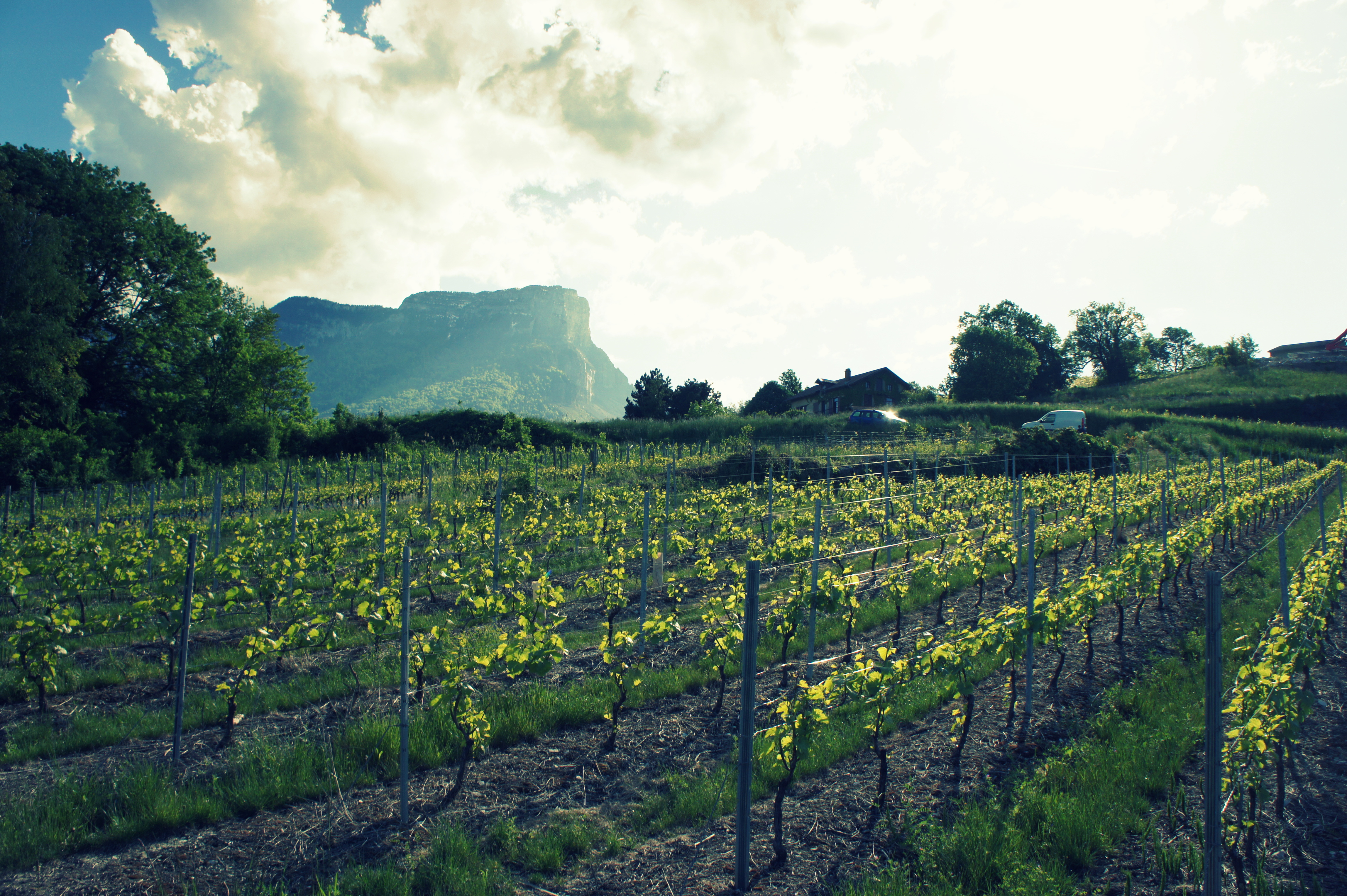
Vignoble de Savoie avec en fond le Granier

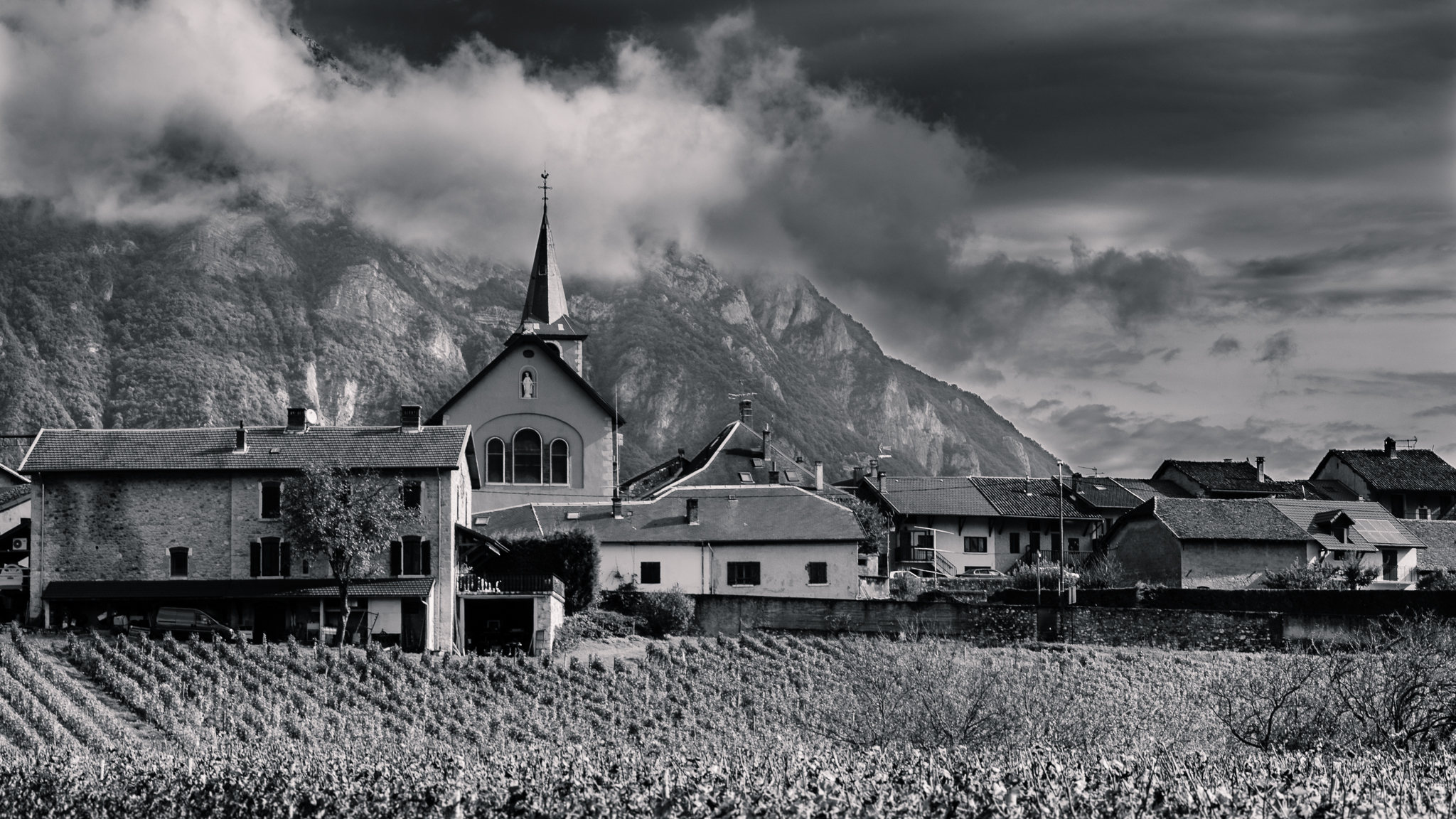
Les Marches et son vignoble

Aiguebelette-le-Lac, Aiguebelle, Aiton, Aix-les-Bains, Albens, Albertville, Allondaz, Apremont, Arbin, Argentine, Arvillard, Avressieux, Ayn, La Balme, Barberaz, Barby, Bassens, La Bâthie, Belmont-Tramonet, Betton-Bettonet, Billième, La Biolle, Bonvillard, Bonvillaret, Bourdeau, Le Bourget-du-Lac, Bourget-en-Huile, Bourgneuf, La Bridoire, Brison-Saint-Innocent, Césarches, Cessens, Cevins, Challes-les-Eaux, Chambéry, Chamousset, Chamoux-sur-Gelon, Champagneux, Champ-Laurent, Chanaz, La Chapelle-Blanche, La Chapelle-du-Mont-du -Chat, La Chapelle-Saint-Martin, Châteauneuf, La Chavanne, Chignin, Chindrieux, Cléry, Cognin, Coise-Saint-Jean-Pied-Gauthier, Conjux, La Croix-de-la-Rochette, Cruet, Curienne, Les Déserts, Détrier, Domessin, Drumettaz- Clarafond, Dullin, Épersy, Épierre, Esserts-Blay, Étable, Francin, Fréterive, Frontenex, Gerbaix, Gilly-sur-Isère, Gresin, Grésy-sur-Aix, Grésy-sur-Isère, Grignon, Hauteville, Jacob-Bellecombette, Jongieux, Laissaud, Lépin-le-Lac, Loisieux, Lucey, Les Marches, Marcieux, Mercury, Meyrieux- Trouet, Méry, Mognard, Les Mollettes, Montagnole, Montailleur, Montcel, Montendry, Montgilbert, Monthion, Montmélian, Montsapey, La Motte-Servolex, Motz, Mouxy, Myans, Nances, Notre-Dame-des-Millières, Novalaise, Ontex, Pallud, Planaise, Plancherine, Le Pont-de-Beauvoisin, Le Pontet, Presle, Pugny-Chatenod, Puygros, Randens, La Ravoire, Rochefort, La Rochette, Rognaix, Rotherens, Ruffieux, Saint-Alban-de-Montbel, Saint-Alban-des-Hurtières, Saint-Alban-Leysse, Saint-Baldoph, Saint-Béron, Saint-Cassin, Saint-Genix-sur-Guiers, Saint-Georges-des-Hurtières, Saint-Germain-la-Chambotte, Saint-Girod, Sainte-Hélène-du-Lac, Sainte-Hélène-sur-Isère, Saint-Jean-d'Arvey, Saint-Jean-de-Chevelu, Saint-Jean-de-la-Porte, Saint-Jeoire-Prieuré, Saint-Léger, Sainte-Marie-d'Alvey, Saint-Maurice-de-Rotherens, Saint-Offenge-Dessous, Saint-Offenge-Dessus, Saint-Ours, Saint-Paul-sur-Isère, Saint-Paul, Saint-Pierre-d'Albigny, Saint-Pierre-d'Alvey, Saint-Pierre-de-Belleville, Saint-Pierre-de-Curtille, Saint-Pierre-de-Soucy, Saint-Sulpice, Saint-Vital, Serrières-en-Chautagne, Sonnaz, La Table, Thénésol, Thoiry, La Thuile, Tournon, Tours-en-Savoie, Traize, Tresserve, Trévignin, La Trinité, V enthon, Verel-de-Montbel, Verel-Pragondran, Le Verneil, Verrens-Arvey, Verthemex, Villard-d'Héry, Villard-Léger, Villard-Sallet, Villaroux, Vimines, Vions, Viviers-du-Lac, Voglans et Yenne.
Haute-Savoie

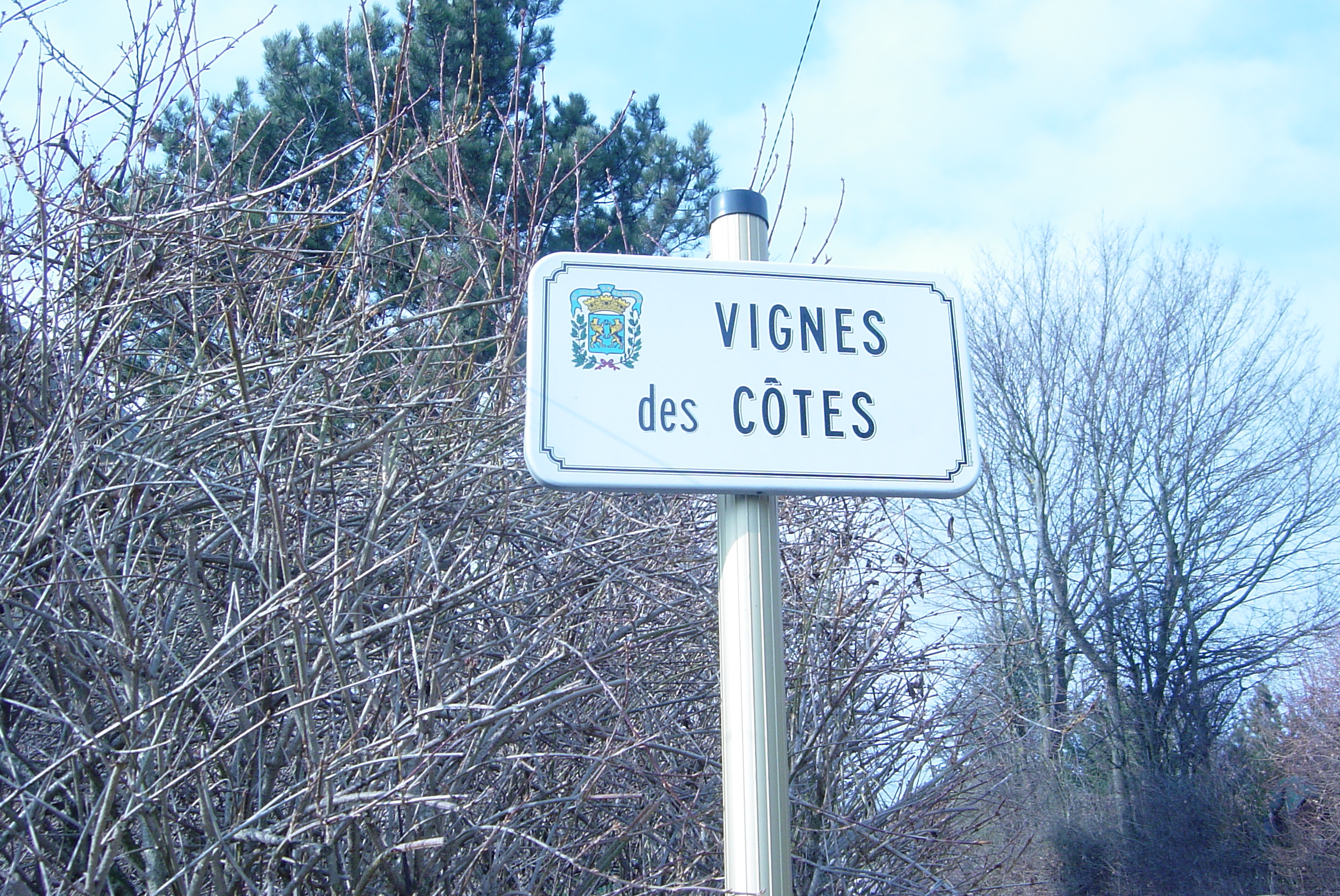
Vignes des Côtes à Saint-Julien-en-Genevois au hameau de Thairy

Allinges, Allonzier-la-Caille, Ambilly, Andilly, Annemasse, Anthy-sur-Léman, Archamps, Armoy, Arthaz-Pont-Notre-Dame, Ayse, Ballaison, Bassy, Beaumont, Bellevaux, Bernex, Bonne, Bonneville, Bons-en-Chablais, Bossey, Brenthonne, Brizon, Cercier, Cernex, Cervens, Challonges, Champanges, Chaumont, Chavannaz, Chêne-en-Semine, Chênex, Chens-sur-Léman, Chessenaz, Chevrier, Chilly, Clarafond-Arcine, Clermont, Collonges-sous-Salève, Contamine-Sarzin, Contamine-sur-Arve, Copponex, Cranves-Sales, Crusei lles, Desingy, Dingy-en-Vuache, Douvaine, Draillant, Droisy, Éloise, Entremont, Étrembières, Évian-les-Bains, Excenevex, Faucigny, Feigères, Fessy, Féternes, Franclens, Frangy, Gaillard, Jonzi er-Épagny, Juvigny, Larringes, Loisin, Lucinges, Lugrin, Lullin, Lully, Lyaud, Machilly, Marcellaz, Margencel, Marignier, Marin, Marlioz, Massongy, Maxilly-sur-Léman, Meillerie, Menthonnex-en-Bornes, Menthonnex-sous-Clermont, Messery, Minzier, Mont-Saxonnex, Musièges, Nernier, Neuvecelle, Neydens, Novel, Orcier, Peillonnex, Perrignier, Le Petit-Bornand-les-Glières, Présilly, Publier, Reyvroz, Saint-Blaise, Saint-Cergues, Saint-Germain-sur-Rhône, Saint-Gingolph, Saint-Julien-en-Genevois, Saint-Paul-en-Chablais, Le Sappey, Savigny, Sciez, Seyssel, Thyez, Thollon-les-Mémises, Thonon-les-Bains, Usinens, Vailly, Valleiry, Vanzy, Veigy-Foncenex, Vers, Vétraz-Monthoux, Ville-la-Grand, Villy-le-Bouveret, Vinzier, Viry, Vougy, Vovray-en-Bornes, Vulbens et Yvoire.

### Encépagement
Les cépages noirs utilisés sont Cabernet franc N, Cabernet-Sauvignon N, Corbeau N, Etraire de la Dui N, Gamaret N, Gamay N, Gamay de Bouze N, Gamay de Chaudenay N, Merlot N, Mondeuse N, Persan N, Pinot Noir N, Poulsard N.
Les cépages blancs sont Aligoté B, Altesse B, Chardonnay B, Chasselas B, Gringet B, Jacquère B, Marsanne B, Molette B, Mondeuse blanche B, Muscat à petits grains B, Pinot Gris G, Roussanne B, Roussette d'Ayze B, Sauvignon B, Savagnin B, Verdesse B, Viognier B.
Les cépages roses sont Chasselas rosé Rs, Velteliner rouge précoce Rs.

### Production, méthodes culturales et réglementaires

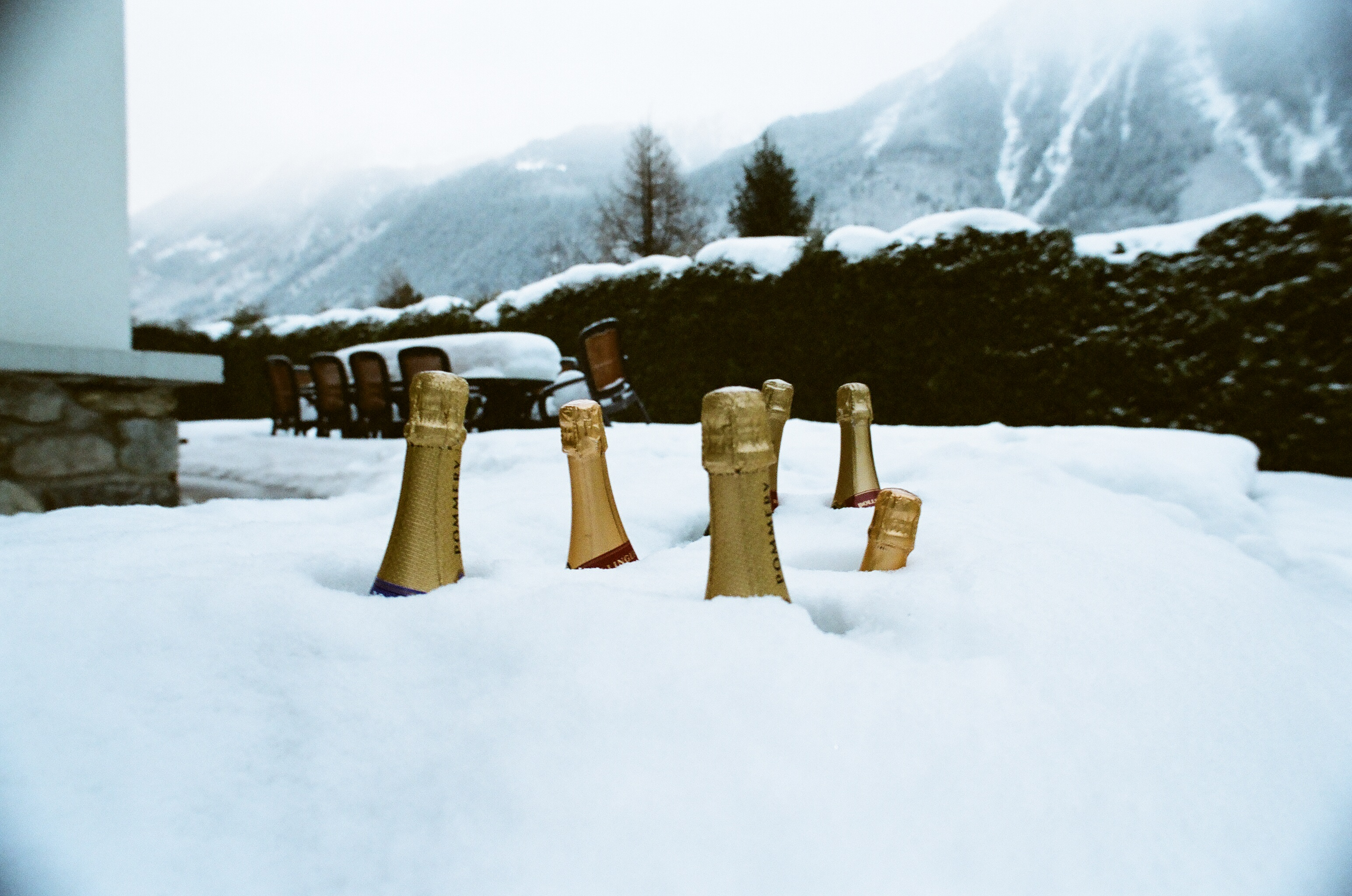
Vin mousseux de l'IGP Allobroges

La production atteignait en 2009 plus de 8 500 hl.
L’indication géographique protégée est réservée aux vins tranquilles rouges, rosés et blancs ; aux vins mousseux blanc et rosé, ainsi qu'aux vins de raisins surmûris blancs et de raisins passerillés blancs.
La mention d'un à plusieurs cépages est réservée aux vins tranquilles rouges, rosés et blancs, aux vins mousseux blancs et rosés, aux vins de raisins surmûris blancs, aux vins de raisins passerillés blancs. Les mentions « primeur » ou « nouveau » sont réservées aux vins tranquilles rouges, rosés et blancs.

### Vins et terroir

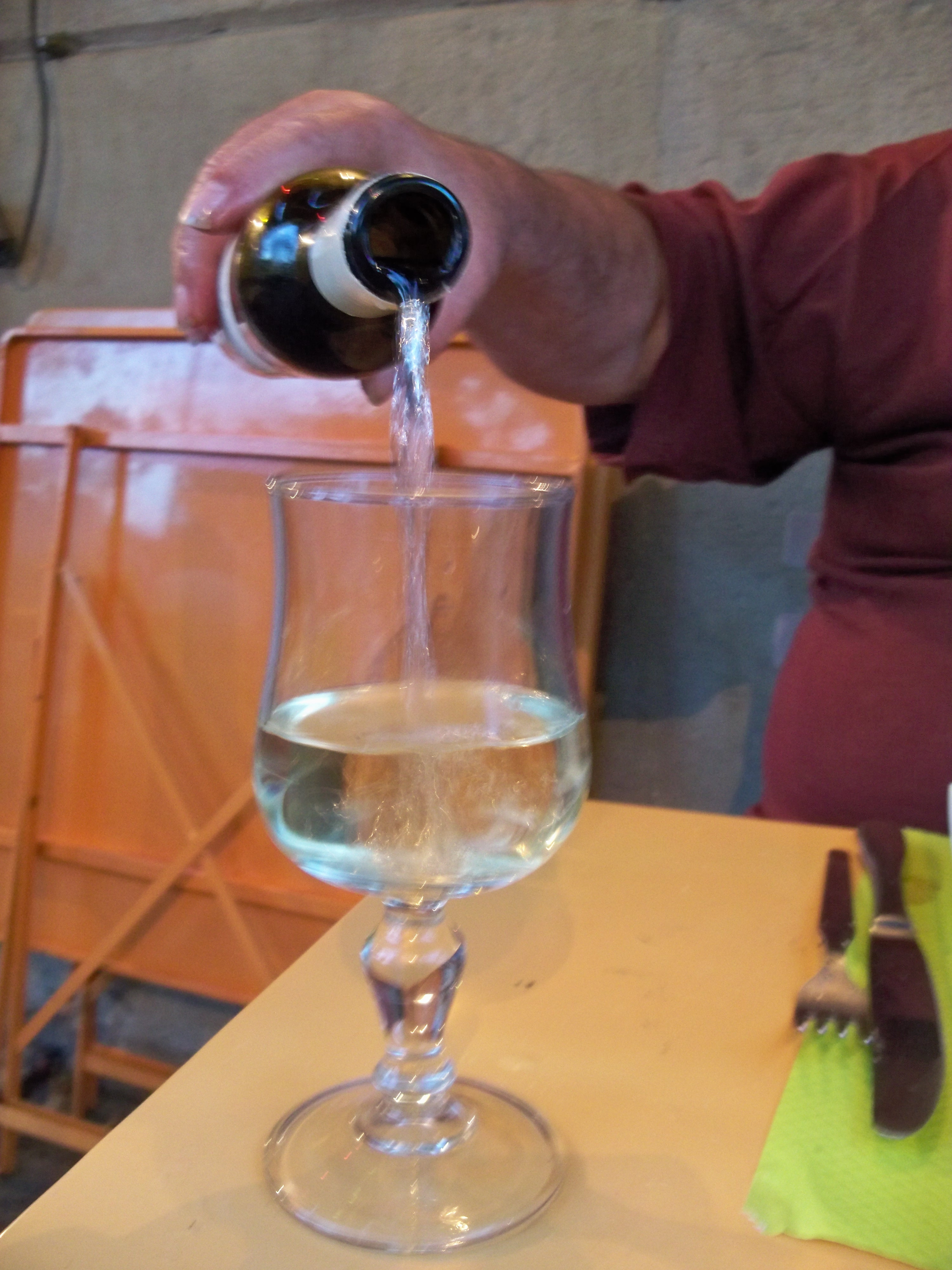
Vin blanc sec de l'IGP Allobroges

Les vins blancs et rosés, par leur légèreté et leur vivacité, sont le reflet des conditions climatiques régnant sur la région. Les rouges au caractère fruité ont une structure tannique renforcée par leur acidité. Celle-ci est préservée par le contraste des températures journalières.
Ces vins qu'ils soient blancs, rosés ou rouges, sans amertume et sans astringence agressive, sont fruités, aromatiques et faciles à boire jeunes. Ils offrent un bel équilibre de vivacité et de rondeur. « Le vignoble de l'IGP installé aux confins des grands massifs alpins se présente sous la forme d'îlots particulièrement choisis pour se soustraire aux effets négatifs des courants d'air froids ou des précipitations abondantes qui caractérisent les massifs montagneux préalpins. ».
Le relief, l'altitude, l'exposition au soleil ainsi que la variation des températures, déterminent des conditions locales spécifiques à chaque terroir. La vigne est installée sur des sites qui lui permettent de mener à bien la maturité de ses raisins. Les cépages sont le plus souvent spécifiques à la région et aux zones viticoles préalpines.

### Type de vins et gastronomie

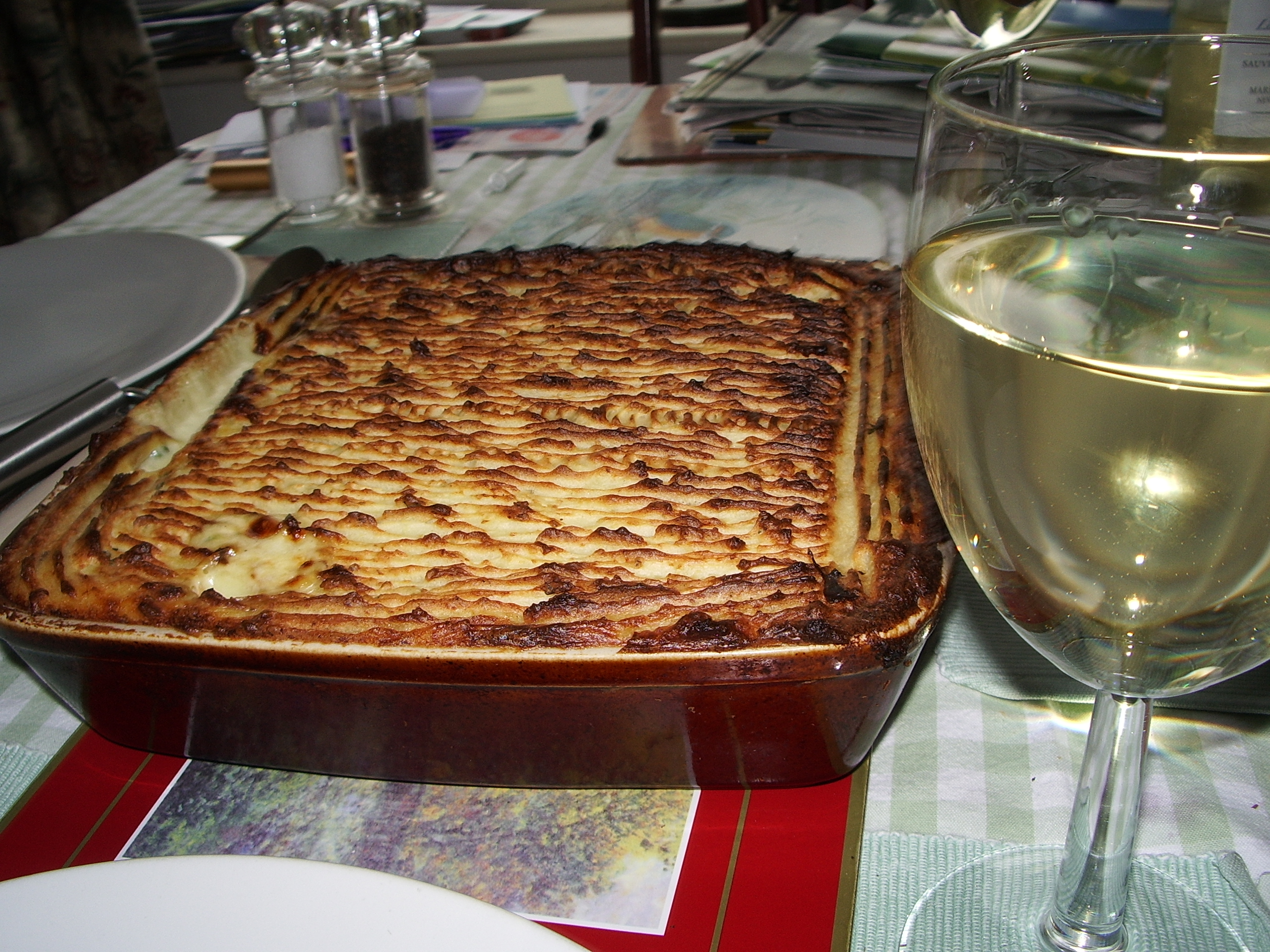
Vin des Allobroges blanc et gratin de poisson

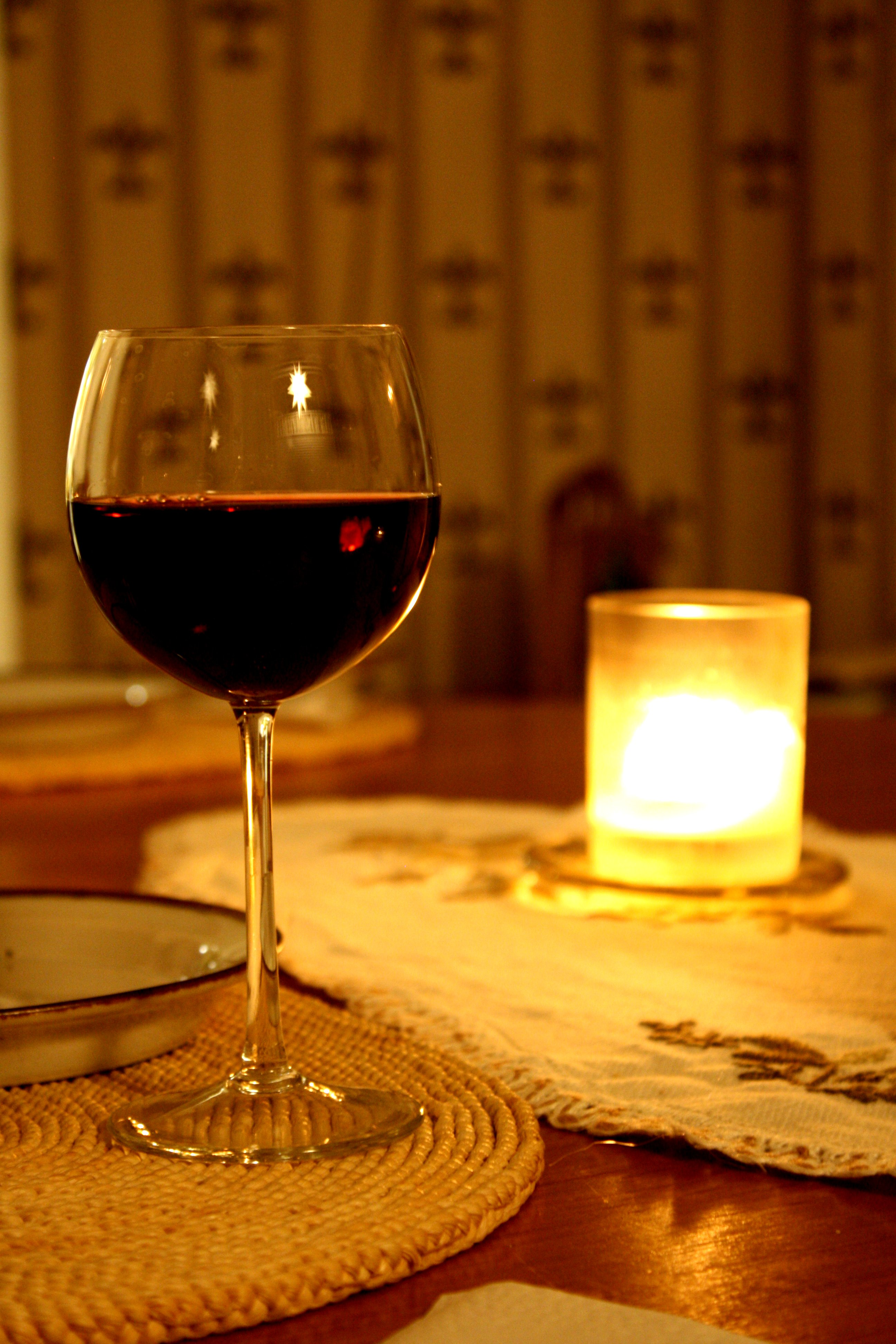
Vin des Allobroges rouge dans un chalet savoyard le 25 décembre 2010

Le savoir-faire des vignerons propose aux consommateurs une diversité de vins aptes à satisfaire tous les goûts.  
Le blanc se présente dans une robe jaune très claire avec des reflets verts. Ces vins quelquefois fermés au premier nez et méritent d’être carafés pour que le nez dégagent des notes florales et minérales, comme l’acacia et le silex apporté par les terroirs schisteux. Ils peuvent être servi à une température de 8 °C. Excellent sur des poissons à chair fines, ce vin peut être de garde de 5 à 10 ans. « L'harmonie entre fraîcheur et fruité qualifie les vins blancs. Ce sont des vins rustiques qui expriment la terre des Savoie, légers et perlants, aux senteurs florales ou minérales en fonction des cépages. ».
Le rouge, est un vin original grâce aux cépages utilisés en particulier la mondeuse et le persan. Ce vin très fin et élégant, à la robe rouge foncé, a un nez qui s’ouvre sur des notes d'épices douces et une structure en bouche fine. Ils sont à boire dans leur jeunesse entre 3 et 5 ans mais certains producteurs produisent des vins aptes au vieillissement. C'est un vin à déguster sur des viandes relevées ou en sauce. Il doit être servi à une température de 16 °C. « Les vins rouges sont légers, aux arômes fruités qui rappellent le goût du raisin, pouvant être dégustés dans leur jeunesse, d'une part, mais peuvent être aussi des vins rouges au caractère savoyard affirmé, structurés et tanniques, ayant un très bon potentiel de garde, d'autre part. ».
« Lorsqu'ils sont élaborés en rosés, ces vins légers et vifs se caractérisent par un nez de fruits rouges et présentent un caractère fin et frais... Les vins mousseux s'appuient sur un support vif et peu alcoolique des cépages blancs qui leur confère fraîcheur et légèreté. La note est plus fruitée lorsqu'ils sont élaborés à partir de vins rosés. ».

### Structure des exploitations et commercialisation
Il y a 80 opérateurs intervenant dans l'élaboration des vins de l'IGP Vin des Allobroges
Les vins blancs secs dominent (66 % de la production), le reste se partage en rouges (23 %), rosés (7 %) et pétillants (4 %). Les vignerons travaillent également au sein de leur territoire au développement des structures d'accueil dans le vignoble, renforçant encore la notoriété de leurs produits.